# Spymaker - La vita segreta di Ian Fleming
Spymaker - La vita segreta di Ian Fleming (Spymaker: The Secret Life of Ian Fleming) è un film per la televisione del 1990 diretto da Ferdinand Fairfax, basato sulla vita di Ian Fleming, l'inventore di James Bond.